# Deybi Flores
Deybi Aldair Flores Flores (ur. 16 czerwca 1996 w San Pedro Sula) – honduraski piłkarz występujący na pozycji defensywnego pomocnika, reprezentant Hondurasu, od 2024 roku zawodnik kanadyjskiego Toronto FC.